# إي. ليليان تود
إي. ليليان تود (بالإنجليزية: E. Lilian Todd)‏ هي مخترِعة أمريكية، ولدت في 1865 في واشنطن العاصمة في الولايات المتحدة، وتوفيت في 26 سبتمبر 1937 في باسادينا في الولايات المتحدة.